# Ландебья
Ландебья́ (фр. Landébia, брет. Landebiav) — коммуна во Франции, находится в регионе Бретань. Департамент — Кот-д’Армор. Входит в состав кантона Планкоэт. Округ коммуны — Динан.
Код INSEE коммуны — 22096.

## География
Коммуна расположена приблизительно в 350 км к западу от Парижа, в 70 км северо-западнее Ренна, в 32 км к востоку от Сен-Бриё.

## Население
Население коммуны на 2016 год составляло 493 человека.
| 1962 | 1968 | 1975 | 1982 | 1990 | 1999 | 2008 | 2016 |
| ---- | ---- | ---- | ---- | ---- | ---- | ---- | ---- |
| 334  | 357  | 434  | 486  | 447  | 427  | 462  | 493  |

## Экономика
В 2007 году среди 269 человек в трудоспособном возрасте (15—64 лет) 181 были экономически активными, 88 — неактивными (показатель активности — 67,3 %, в 1999 году было 69,0 %). Из 181 активных работали 162 человека (90 мужчин и 72 женщины), безработных было 19 (7 мужчин и 12 женщин). Среди 88 неактивных 18 человек были учениками или студентами, 43 — пенсионерами, 27 были неактивными по другим причинам.

## Достопримечательности
- Монументальный крест «Дом Жан» (1545 год). Исторический памятник с 1938 года[3]
- Придорожный крест Сент-Юбер (XVI век). Исторический памятник с 1964 года[4]
- Крест на кладбище (XVI век). Исторический памятник с 1964 года[5]

## Фотогалерея
- Монументальный крест «Дом Жан»
- Вокзал
- Придорожный крест Сент-Юбер